# حجم دراسي
الحجم الدراسي في علم الديناميكا الحرارية وكذلك ميكانيكا الأوساط المتصلة هو تمثيل أو تقريب رياضي وذلك لتسهيل إنشاء النماذج الرياضية الخاصة بالإجراءات الفيزيائية، ويتم تعريفه في نظام الإحداثيات بأنه حجم ثابت في الفراغ أو متحرك بسرعة سريان ثابتة خلال سريان الوسط (غاز أو سائل أو صلب)، ويتم الإشارة لمساحة الحجم الدراسي بالمساحة الدراسية.
وفي الحالة الثابتة للنظام يمكن اعتبار الحجم الدراسي بأنه اعتباطي أو كيفي والذي تظل فيه كتلة الوسط ثابتة، وبتحرك الوسط خلال الحجم الدراسي فإن الكتلة التي تدخل الحجم الدراسي تعادل الكتلة التي تخرج منه، وفي الحالة الثابتة أيضًا يتم اعتبار أن الطاقة بداخل الحجم الدراسي تظل ثابتة ولا يحدث أي انتقال للحرارة ولا تواجد لشغل، ويُشبه في فكرته مخطط الجسم الحر في الميكانيكا الكلاسيكية.

## نظرة عامة
ولكي نفهم بشكل أوضح كيفية تطبيق قانون فيزيائي علي نظام تحت الدراسة فإننا أولًا نبدأ بتخيل كيف يتم تطبيقه علي حجم دراسي صغير مماثل للنظام تحت الدراسة، حيث أنه ليس هناك شئ مميز بخصوصه حيث أنه يمثل النظام تحت الدراسة بشكل بسيط وبالتالي يكون تطبيق القوانين الفيزيائية عليه سهلة واستنباط معادلات وصيغ رياضية كنموذج رياضي للنظام تحت الدراسة.
ومن ثم يُمكننا الزعم بأن القوانين الفيزيائية تلك التي تم تطبيقها علي الحجم الدراسي تسلك نفس المسار إذا تم تطبيقها علي كل الحجوم الدراسية المختلفة، وبالتالي فإن الحجم الدراسي ليس مميز بشكل أو بآخر عن حجم آخر، وبالتالي فإن الصيغة الرياضية التي تُمثل الحجم الدراسي للنموذج الرياضي يُمكن تطويعها لكي تصف السلوك الفيزيائي للنظام ككل و يُمكن تطبيقها علي النظام الدراسي.
وتكون قوانين حفظ الطاقة مثل معادلات نافييه-ستوكس في ميكانيكا الأوساط المتصلة تكون في الصيغة التكاملية، ومن ثم يُمكن تطبيقها علي الحجوم الدراسية، لإيجاد الصيغة المناسبة للمعادلة والتي تكون مستقلة عن الحجم الدراسي مما يسمح بإزالة إشارة التكامل.

## اشتقاق تعويضي
تطلب الحسابات ميكانيكا الأوساط المتصلة عادة أن يتم استبدال معامل الاشتقاق العادي {\displaystyle d/dt\;} بالمعامل الخاص بالاشتقاق التعويضي {\displaystyle D/Dt}، ويُمكن تحقيق ذلك من خلال التالي
بفرض أن لدينا حشرة تتحرك خلال الحجم الدراسي حيث الحقل المقياسي ويختلف لضغط باختلاف المكان والزمن فبالتالي {\displaystyle p=p(t,x,y,z)\;}.
وإذا قامت الحشرة خلال الفترة الزمنية
{\displaystyle t\;}
إلى
{\displaystyle t+dt\;}
بالتحرك من
{\displaystyle (x,y,z)\;}
إلى:
{\displaystyle (x+dx,y+dy,z+dz),\;}
إذن فإن الحشرة حدث لها تغير {\displaystyle dp\;} في القيمة القياسية
{\displaystyle dp={\frac {\partial p}{\partial t}}dt+{\frac {\partial p}{\partial x}}dx+{\frac {\partial p}{\partial y}}dy+{\frac {\partial p}{\partial z}}dz}
(المشتقة الكاملة)
وإذا تحركت الحشرة بسرعة
{\displaystyle \mathbf {v} =(v_{x},v_{y},v_{z}),}
فإن التغير في موضع الجزيء
{\displaystyle \mathbf {v} dt=(v_{x}dt,v_{y}dt,v_{z}dt),}
ويُمكننا أن نُصيغها
{\displaystyle {\begin{alignedat}{2}dp&={\frac {\partial p}{\partial t}}dt+{\frac {\partial p}{\partial x}}v_{x}dt+{\frac {\partial p}{\partial y}}v_{y}dt+{\frac {\partial p}{\partial z}}v_{z}dt\\&=\left({\frac {\partial p}{\partial t}}+{\frac {\partial p}{\partial x}}v_{x}+{\frac {\partial p}{\partial y}}v_{y}+{\frac {\partial p}{\partial z}}v_{z}\right)dt\\&=\left({\frac {\partial p}{\partial t}}+\mathbf {v} \cdot \nabla p\right)dt.\\\end{alignedat}}}
حيث {\displaystyle \nabla p} هي تدرج الحقل القياسي p لذا
{\displaystyle {\frac {d}{dt}}={\frac {\partial }{\partial t}}+\mathbf {v} \cdot \nabla .}
وإذا قامت الحشرة بالتحرك مع السريان فيمكن تطبيق نفس الصيغة لكن سرعة السريان للحشرة v هي نفسها سرعة المائع u.
والصيغة السابقة هي المشتقة التعويضية للضغط القياسي، فيُمكننا اختصار وكتابة معامل المشتقة التعويضية علي الهيئة
{\displaystyle {\frac {D}{Dt}}={\frac {\partial }{\partial t}}+\mathbf {u} \cdot \nabla .}